# Tatort: Abbruchkante
Abbruchkante ist ein Fernsehfilm aus der Krimireihe Tatort. Der vom WDR produzierte Beitrag ist die 1229. Tatort-Episode und wurde am 26. März 2023 im SRF, im ORF und im Ersten ausgestrahlt. Das Kölner Ermittlerduo Ballauf und Schenk ermittelt in seinem 87. Fall.

## Handlung
Der Film beginnt mit dem geplanten Freitod von Peter und Inge Schnitzler, wobei ersterer von Christian Franzen, dem Arzt der Ortschaft Bützenich, gerettet wird.
Vier Wochen später wird Christian Franzen in einem verlassenen Haus erschossen aufgefunden. Der Ort im Rheinischen Braunkohlerevier sollte eigentlich dem Tagebau weichen, wird aber nun doch nicht abgebaggert. Die Hauptkommissare Max Ballauf und Freddy Schenk ermitteln in der zerrissenen Dorfgemeinschaft.
Am Ende stellt sich der Mord als Gemeinschaftstat heraus. Christian Franzens Frau, Betje Franzen, fand ihren Mann mit zunehmender Demenz immer unausstehlicher. Konrad Baumann verlor seine Tochter Sarah, die bei einem Protestcamp gegen den Kohleabbau verunglückte, die aber Christian Franzen aus Trotz nicht retten wollte. Peter Schnitzler und sein Enkel Yannik verübelten Christian Franzen, das Ehepaar Schnitzler aus ihrem Haus gedrängt zu haben mit einem versprochenen, aber nicht gehaltenen Rückkaufsrecht.
Sie fingieren einen Einbruch in das Haus, in dem Konrad Baumann mit einer Waffe lauert und auf Christian Franzen und sein Handy schießt, das gerade klingelt, weil seine Frau Betje ihn doch noch telefonisch warnen wollte. Christian Franzen lebt aber noch, als Konrad Baumann das Haus verlässt und Peter Schnitzler trifft. Er bittet ihn, den Notarzt zu rufen, doch stattdessen nimmt dieser die Waffe und tötet Christian Franzen. Als Schnitzlers Enkel Yannik eintrifft, ist Franzen schon tot.

## Hintergrund
Der Film wurde vom 20. April 2022 bis zum 1. Juni 2022 in Köln und anderen Orten im Rheinischen Braunkohlerevier gedreht. 
Als Drehorte für die fiktive Ortschaft Bützenich dienten der Kerpener Stadtteil Manheim sowie die Erkelenzer Stadtteile Holzweiler, Keyenberg und Kuckum. Die Szenen um Neu-Bützenich entstanden in Manheim-neu.

## Trivia
Freddy Schenk fährt in dieser Tatortfolge einen kupferfarbenen viertürigen Ford Gran Torino von 1973, der aus unerfindlichen Gründen „nachts kein Licht hat“, mit dem bereits aus Schutzmaßnahmen bekannten Kennzeichen K-FS 56H.

## Rezeption

### Kritiken
Christian Buß schrieb auf Spiegel Online: „Bild und Dialog greifen in diesen zentralen Szenen einfach nicht recht ineinander, Abläufe werden wieder und wieder nacherzählt, ohne dass sich daraus überraschende Wendungen ergeben.“
Auf tittelbach.tv schreibt Thomas Gehringer, dass der Film „auf herausragende Art den Tatort-Auftrag“ erfülle, „mittels einer unterhaltsamen Krimi-Fiktion auch zeitgeschichtlich relevante Geschichten zu erzählen.“ Er lobt die von Eva und Volker A. Zahn „ebenso sorgsam wie sachkundig entwickelte Kriminalgeschichte“ und resümiert, dass sich dieser Film „wohltuend vom Krimi-Allerlei“ abhebe. 
Auf SWR 3 lobt Michael Haas die Auflösung „voller Wendungen“, es bleibe „spannend bis zum Schluss“. Sein Fazit: „Einfach ein sehr guter Tatort, der nie vergisst, dass er ein Krimi sein soll. Sehenswert!“ 
„Mal wieder ein Tatort aus dem beliebten Fach der großen deutschen TV-Depression?“ fragt Claudia Tieschky in der Süddeutschen Zeitung. Ihre Antwort: „Überhaupt nicht. Denn neben der Melancholie und der Wucht, menschlich wie landschaftlich, hat die Story Spannung und feinen Witz. Dieser Niemandsland-Tatort erzählt eine wilde Geschichte über Schuld, Immobilienspekulation und Rache – ganz ohne Langeweile.“ 
Für Judith von Sternburg von der Frankfurter Rundschau handelt es sich um den „besten Kölner Tatort seit Menschengedenken.“ Und weiter: „Und sieh an, das Buch ist von Eva Zahn und Volker A. Zahn, die zum Beispiel auch ‚Hubertys Rache‘ schrieben. ‚Hubertys Rache‘ war vor fast genau einem Jahr der beste Kölner Tatort seit Menschengedenken. Aber ‚Abbruchkante‘ ist ein Tatort, um in Tränen auszubrechen. Mehrmals. Todtraurig großartig, alles an diesem Tatort ist Gold.“

### Einschaltquoten
Bei der Erstausstrahlung von Tatort: Abbruchkante am 26. März 2023 verfolgten in Deutschland insgesamt 9,8 Millionen Zuschauer die Filmhandlung, was einem Marktanteil von 31,0 Prozent für Das Erste entsprach. In der als Hauptzielgruppe für Fernsehwerbung deklarierten Altersgruppe von 14–49 Jahren erreichte Abbruchkante 1,82 Millionen Zuschauer und damit einen Marktanteil von 23,1 Prozent in dieser Altersgruppe.